# Serveur de communications Linux pour l'Internet scolaire
SLIS est l'acronyme de « Serveur de communications Linux pour l'Internet scolaire », c'est un projet d'architecture et de services de communication, basé sur les standards de l'Internet, et conçu pour les besoins éducatifs dans le domaine de l'enseignement scolaire (écoles, collèges, lycées et services associés: CIO, CRDP, etc.).
SLIS est encadré par des textes réglementaires et se rattache à différents programmes définis par le ministère de l'éducation nationale : Schéma directeur des espaces numériques de travail (SDET), S3it (Schéma Stratégique des Systèmes d'Information et des Télécommunications), SDI (Schéma directeur des infrastructures), S2i2e (Services intranet-Internet d'établissement scolaire et d'école), protection des mineurs défini par le ministère de l'éducation.
Ce projet open source vise à connecter à Internet, à un faible coût, les établissements scolaires de l'académie de Grenoble, en se fondant à l'origine sur le réseau Numéris, puis de nos jours sur des technologies haut-débit de type ADSL, SDSL ou fibre optique.
Il propose différents services tels que routeur, passerelle, pare-feu, serveur de messagerie, gestion du cache, filtrage, etc..

## Historique des versions
| Version de SLIS | Distribution Gnu/Linux socle | Date de sortie |
| --------------- | ---------------------------- | -------------- |
| ECLGRE          | Redhat 5.1                   | Décembre 1998  |
| 1.0             | Redhat 5.1                   | Décembre 1999  |
| 1.3             | Redhat 5.2                   | Début 2000     |
| 2.0             | Redhat 6.2                   | Septembre 2000 |
| 3.0             | Redhat 7.3                   | Septembre 2002 |
| 3.1             | Fedora Core 1                | Février 2004   |
| 3.2             | Fedora Core 3                | Avril 2005     |
| 4.0             | Debian 3.1 Sarge             | Décembre 2007  |
| 4.1             | Debian 4.0 Etch              | Juin 2009      |
| 4.2             | Debian 5.0 Squeeze           | Courant 2010   |
| 7.0             | Debian 7.0 Wheezy            | Janvier 2016   |

La solution EOLE-Scribe est à présent préconisé en remplacement de SLIS.

### Vidéographie
- Internet citoyen et éducation : "serveur de communications Linux pour l'Internet scolaire" (SLIS) et "brevet informatique et Internet" (B2I) dans l'académie de Grenoble = ternet citizen and Education,  Grenoble, Académie de Grenoble, cop. 2002 (OCLC 496583621)